# Argyroderma theartii
Argyroderma theartii là một loài thực vật có hoa trong họ Phiên hạnh. Loài này được van Jaarsv. mô tả khoa học đầu tiên năm 1997.